# مسجد محله پا چنار
مسجد محله پا چنار مربوط به دوره قاجار است و در راوند، محله پاچنار واقع شده و این اثر در تاریخ ۲ مرداد ۱۳۸۷ با شمارهٔ ثبت ۲۳۰۱۴ به‌عنوان یکی از آثار ملی ایران به ثبت رسیده است.